# Sabrina Altermatt
Sabrina Altermatt (* 6. März 1985) ist eine ehemalige Schweizer Leichtathletin. Ihre Spezialdisziplin war der Hürdenlauf.
Nachdem sie 2004 die Silbermedaille bei den Juniorenweltmeisterschaften im 100-Meter-Hürdenlauf geholt hatte, wurde sie zur Schweizer Leichtathletin des Jahres gewählt und ins Förderprojekt World Class Potentials des Schweizerischen Leichtathletik-Verbands aufgenommen, in dem sie bis 2009 blieb. Die Stiftung Schweizer Sporthilfe zeichnete Altermatt als Nachwuchsathletin des Jahres 2004 aus. In den Jahren nach 2004 hatte sie wiederholt mit Verletzungen zu kämpfen und wechselte auf die lange Hürdenstrecke. Im November 2011 gab sie ihren Rücktritt vom Spitzensport bekannt.
Altermatt wohnt im Kanton Solothurn und ist Ökonomin.

## Erfolge
- 2001: 1. Rang Europäisches Olympisches Sommer-Jugendfestival 2001 100-Meter-Hürdenlauf
- 2003: Schweizer Meisterin 100-Meter-Hürdenlauf; 3. Rang Junioreneuropameisterschaften 100-Meter-Hürdenlauf
- 2004: Schweizer Meisterin 100-Meter-Hürdenlauf; 2. Rang Juniorenweltmeisterschaften 100-Meter-Hürdenlauf
- 2005: Schweizer Meisterin 100-Meter-Hürdenlauf; 13. Rang U23-Europameisterschaften 100-Meter-Hürdenlauf
- 2010: Schweizer Meisterin 400-Meter-Hürdenlauf

## Persönliche Bestleistungen
- 100-Meter-Hürdenlauf: 13,39 s, 20. Juni 2004 in Mannheim (Schweizer Juniorinnenrekord)
- 400-Meter-Hürdenlauf: 57,93 s, 17. Juli 2010 in Lugano
- 100-Meter-Lauf: 12,05 s, 2003
- 200-Meter-Lauf: 24,07 s, 2004
- 400-Meter-Lauf: 55,12 s, 2009